# Perłoródkowate
Perłoródkowate (Margaritiferidae) – rodzina słodkowodnych małży z rzędu Unionoida, obejmująca kilkanaście gatunków o grubościennych, ciężkich muszlach owalnego lub nerkowatego kształtu, pokrytych ciemnobrązowym lub czarnym periostrakum. Wytwarzają wartościowe perły.

## Występowanie
Perłoródkowate mają zasięg holarktyczny. Występują na obszarze Ameryki Północnej, Europy, Afryki Północnej, Bliskiego Wschodu oraz południowej i wschodniej Azji. Żyją w zimnych wodach bieżących rzek, potoków i strumieni. Najliczniej występują w wodach do 2 m głębokości, ale są spotykane na głębokościach do 7 m.
Na terenie Polski występowała perłoródka rzeczna (Margaritifera margaritifera) – prawdopodobnie wymarła w pierwszej połowie XX wieku.

## Budowa i rozwój
Muszla jest w przedniej części zaokrąglona, w tylnej wydłużona, dołem wklęsła, o długości od 80 do 200 mm. Linie przyrostu są oddzielone małymi odstępami. Muszle ciemnieją z wiekiem małża. We wnętrzu muszli występuje wyraźna warstwa perłowa. Obecne u młodych osobników zęby zamka często zanikają u dorosłych. Odciski mięśni zwieraczy są silnie zaznaczone. Gatunek rozdzielnopłciowy. glochidia rozwijają się we wszystkich czterech półskrzelach samic.

## Systematyka

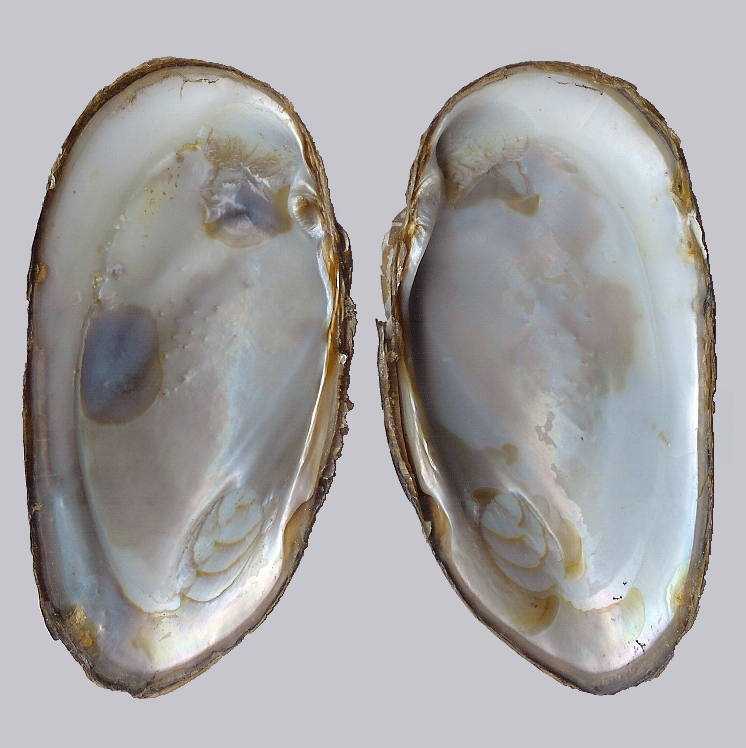
Wnętrze muszli Margaritifera margaritifera

Rodzajem typowym rodziny jest Margaritifera. Klasyfikacja biologiczna rodziny jest sporna. W zależności od autora wyróżniany jest tylko 1 rodzaj (typowy) lub 3:
- Cumberlandia
- Margaritifera
- Pseudunio